# Namco NB-1
Namco NB-1 es una Placa de arcade creada por Namco destinada a los salones arcade.

## Descripción
El Namco NB-1 fue lanzada por Namco en 1993.
El sistema tenía un procesador 68EC020 de 32-bit a 24.192 MHz, y el audio lo gestionaba el Namco C75 (M37702 based 16-bit) a 16.128 MHz, que manejaba un chip de audio Namco C352 con 32 canales 42KHz stereo supported 8-bit linear and 8-bit muLaw PCM - 4 channel output. En un título se adicionó una pistola de luz.
En esta placa funcionaron 8 títulos.

## Especificaciones técnicas

### Procesador
- 68EC020 de 32-bit a 24.192 MHz

### Audio
- Namco C75 (M37702 based 16-bit) a 16.128 MHz

Chip de sonido
- - Namco C352 con 32 canales 42KHz stereo supported 8-bit linear and 8-bit muLaw PCM - 4 channel output

## Lista de videojuegos
- Great Sluggers '93
- Great Sluggers Featuring 1994 Team Rosters
- J-League Soccer V Shoot / V Shoot
- Nebulas Ray
- Point Blank / Gun Bullet
- Super World Stadium '95
- Super World Stadium '96
- Super World Stadium '97